# FK SKA Rostov del Don
El FK SKA Rostov del Don (en rus ФК СКА Ростов-на-Дону, nom complet Foetbolny Kloeb Sportivnogo Kloeba Armieji, en català Futbol Club Club Esportiu de l'Armada) és un club rus de futbol de la ciutat de Rostov del Don.

## Història
El club va ser fundat el 27 d'agost de 1937. A través de la història ha rebut les denominacions:
- RODKA (1937-1953)
- ODO (1954-1956)
- SKVO (1957-1959)
- SKA (1960-avui)

L'equip va jugar a categories inferiors fins que el SKVO entrà a la segona divisió soviètica el 1958. Fou campió i pujà a primera aquell mateix any, on es mantingué fins al 1973, i on destacaren les posicions segona el 1966 i quarta els anys 1959, 1960, 1963, i 1964.
A les dècades dels 70 i 80 el club es va moure entre la primera (1974, 1976-1978, 1982-1983, 1986-1989) i segona divisió soviètica (1970-1973, 1975, 1979-1981, 1984-1985, 1990-1991). Es proclamà campió de la Copa soviètica de futbol el 1981, essent finalista el 1969 i el 1971.
El 1992 l'equip entrà a la segona divisió russa on ha jugat normalment. Estigué a la tercera divisió el 1994, a la lliga amateur el 1998, i a la primera divisió el 2002.

## Palmarès
- Copa soviètica de futbol (1): 1981